# 16:10

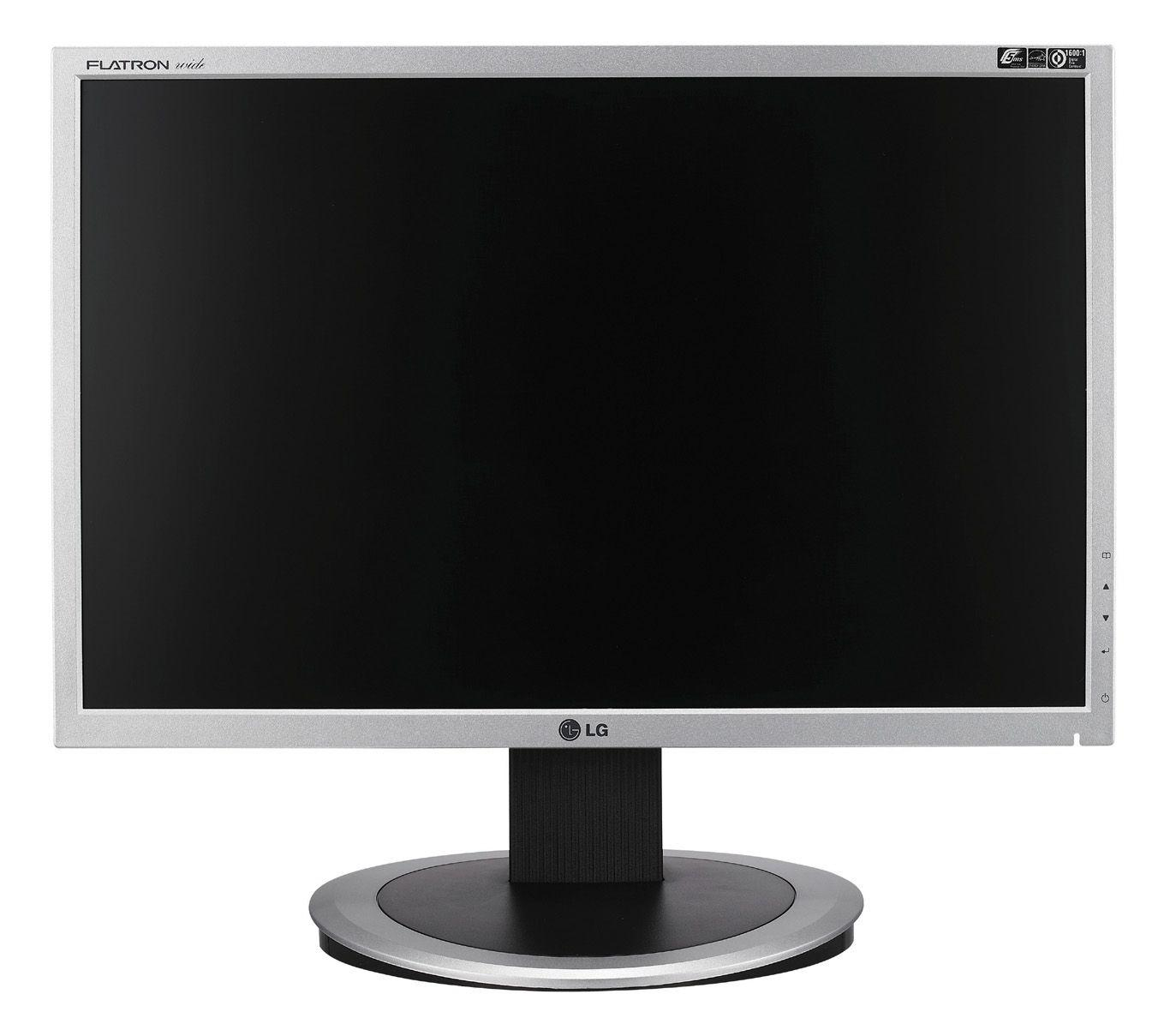
Monitor LCD de 19 polegadas com proporção de 16:10.

16:10, também conhecido por 8:5, é uma proporção de tela usada especialmente em monitores e tablets. A largura da tela é 1,6 vezes a sua altura. É similar a proporção áurea "{\displaystyle \varphi }", o qual é aproximadamente 1,618.

## História

### Monitores
Os monitores LCD utilizando a proporção 16:10 começaram a ser produzidos em massa no mercado a partir de 2003. Em 2008, 16:10 tornou-se o mais comum entre monitores e notebooks. . No entanto, desde 2010, 16:9 foi adotado como padrão nas televisões de alta definição 1080p e diminuindo seu custo de produção.

### Tablets
Os tablets começaram a ganhar popularidade entre 2010 e 2011, e atualmente continuam populares. A proporção de tela usada para tablets são 16:10, 16:9, 3:2 e 4:3. A Apple é uma das únicas empresas que ainda utilizam a proporção na linha de tablets iPad, por acreditar que é o melhor formato para leitura de e-Books e websites, um dos principais recursos do dispositivo. Tablets com proporção 16:9 já são fabricados por outras empresas.